# Purificación (nombre)
Purificación es un nombre propio femenino de origen latino en su variante en español. Proviene del latín purificatĭo, -ōnis, y este a su vez del griego pyr (fuego). Igual que Candelaria, tiene su origen en la fiesta de Purificación de la Virgen María, cuando presentó a Jesús en el templo 40 días después de su nacimiento. En esa fiesta se celebran procesiones con candelas encendidas. Sugiere el poder del fuego como purificador y el anhelo de pureza.

## Santoral
El 2 de febrero (Nuestra Señora de la Purificación)

## Variantes
- Diminutivos: Pura, Puri, Purita.